# Gobernación de Antioquia-Indeportes Antioquia
Gobernación de Antioquia-Indeportes Antioquia is een Colombiaanse wielerploeg die in 2008 werd opgericht en sinds 2011 deelneemt aan de continentale circuits.
De bekende voormalig wielrenner Santiago Botero is anno 2012 ploegleider bij de ploeg. De Spanjaard Óscar Sevilla reed een seizoen voor Indeportes. Aanvankelijk was de ploeg bedoeld om talenten op te leiden. Een bekende renner afkomstig uit de opleiding van Indeportes is Marlon Pérez.

## Bekende renners
- Alex Cano (2012-2014)
- José Enrique Gutiérrez (2011-2012)
- Sergio Henao (2010-2011)
- Óscar Sevilla (2011)